# XDS Astana Development Team
L'XDS Astana Development Team è una squadra maschile kazaka di ciclismo su strada. Attiva dal 2022 con licenza di Continental Team, terza divisione del ciclismo mondiale, costituisce la formazione di sviluppo del WorldTeam Astana Qazaqstan Team.

## Cronistoria

### Annuario
| Anno | Codice | Nome                              | Cat. | Biciclette       | Dirigenza |
| ---- | ------ | --------------------------------- | ---- | ---------------- | --- |
| 2022 | AQD    | Astana Qazaqstan Development Team | CT   | Wilier Triestina | Manager: Aleksandr Vinokurov Dir. sportivi: Sergej Jakovlev, Claudio Cucinotta, Orlando Maini, Giacomo Notari, Aleksandr Šefer, Aleksandr Šušemojn                      |
| 2023 | AQD    | Astana Qazaqstan Development Team | CT   | Wilier Triestina | Manager: Aleksandr Vinokurov Dir. sportivi: Sergej Jakovlev, Claudio Cucinotta, Orlando Maini, Giuseppe Martinelli, Giacomo Notari, Aleksandr Šefer, Aleksandr Šušemojn |
| 2024 | AQD    | Astana Qazaqstan Development Team | CT   | Wilier Triestina | Manager: Aleksandr Vinokurov Dir. sportivi: Sergej Jakovlev, Claudio Cucinotta, Giuseppe Martinelli, Matvey Niktin, Dmitri Sedoun, Aleksandr Šefer, Aleksandr Šušemojn  |
| 2025 | AQD    | XDS Astana Development Team       | CT   | XDS              | Manager: Aleksandr Vinokurov Dir. sportivi: Sergej Jakovlev, Claudio Cucinotta, Matvey Niktin, Dmitri Sedoun, Aleksandr Šefer, Aleksandr Šušemojn                       |

## Organico 2025
Aggiornato al 1º gennaio 2025.

### Staff tecnico
|  | Naz.                  | Ruolo | Sportivo            |  |  |  |
|  | --------------------- | ----- | ------------------- |  |  |  |
|  | Kazakistan (bandiera) | GM    | Aleksandr Vinokurov |  |  |  |
|  | Kazakistan (bandiera) | DS    | Sergej Jakovlev     |  |  |  |
|  | Italia (bandiera)     | DS    | Claudio Cucinotta   |  |  |  |
|  | Kazakistan (bandiera) | DS    | Matvej Nikitin      |  |  |  |
|  | Russia (bandiera)     | DS    | Dmitri Sedoun       |  |  |  |
|  | Kazakistan (bandiera) | DS    | Aleksandr Šefer     |  |  |  |
|  | Kazakistan (bandiera) | DS    | Aleksandr Šušemojn  |  |  |  |

### Rosa
|  | Naz.                  |  | Sportivo               | Anno |  |  |
|  | --------------------- |  | ---------------------- | ---- |  |  |
|  | Italia (bandiera)     |  | Luca Attolini          | 2006 |  |  |
|  | Francia (bandiera)    |  | Pierre-Henry Basset    | 2004 |  |  |
|  | Italia (bandiera)     |  | Alessio Delle Vedove   | 2004 |  |  |
|  | Francia (bandiera)    |  | Artëm Fofonov          | 2005 |  |  |
|  | Russia (bandiera)     |  | Lev Gonov              | 2004 |  |  |
|  | Kazakistan (bandiera) |  | Daniil Marukhin        | 1999 |  |  |
|  | Italia (bandiera)     |  | Ludovico Maria Mellano | 2006 |  |  |
|  | Italia (bandiera)     |  | Mattia Negrente        | 2005 |  |  |
|  | Russia (bandiera)     |  | Ivan Smirnov           | 1999 |  |  |
|  | Russia (bandiera)     |  | Gleb Syrica            | 2000 |  |  |
|  | Colombia (bandiera)   |  | Santiago Umba          | 2002 |  |  |
|  | Kazakistan (bandiera) |  | Alexandre Vinokurov    | 2000 |  |  |
|  | Danimarca (bandiera)  |  | Gustav Wang            | 2003 |  |  |
|  | Kazakistan (bandiera) |  | Ruslan Yelyubayev      | 2002 |  |  |
|  | Italia (bandiera)     |  | Simone Zanini          | 2004 |  |  |
|  | Italia (bandiera)     |  | David Zanutta          | 2006 |  |  |